# I dywizja duńska w piłce nożnej mężczyzn
1. division, ze względów sponsorskich Betinia Liga – druga w hierarchii klasa męskich ligowych rozgrywek piłkarskich w Danii, zaraz po Superligaen. Do 1990 była najwyższą klasą rozgrywkową tego kraju. Obecnie występuje w niej 12 zespołów.

## Sezon 2025/2026[2]
| - Aalborg - Aarhus Fremad - B. 93 - Esbjerg - HB Køge - Hillerød |  | - Hobro - Horsens - Hvidovre - Kolding - Lyngby - Middelfart |

## Zwycięzcy 1. division

### Lata 1927–1990
W latach 1927–1990 była najwyższą klasą rozgrywkową w Danii. Zwycięzca 1. division zostawał mistrzem Danii.
| - 1927/1928: Nie wyłoniono - 1928/1929: Boldklubben af 1893 - 1929/1930: Boldklubben af 1893 - 1930/1931: Boldklubben Frem - 1931/1932: Kjøbenhavns Boldklub - 1932/1933: Boldklubben Frem - 1933/1934: Boldklubben af 1893 - 1934/1935: Boldklubben af 1893 - 1935/1936: Boldklubben Frem - 1936/1937: Akademisk BK - 1937/1938: Boldklubben 1903 - 1938/1939: Boldklubben af 1893 - 1939/1940: Kjøbenhavns Boldklub - 1940/1941: Boldklubben Frem - 1941/1942: Boldklubben af 1893 - 1942/1943: Akademisk BK - 1943/1944: Boldklubben Frem - 1944/1945: Akademisk BK - 1945/1946: Boldklubben af 1893 - 1946/1947: Akademisk BK - 1947/1948: Kjøbenhavns Boldklub |  | - 1948/1949: Kjøbenhavns Boldklub - 1949/1950: Kjøbenhavns Boldklub - 1950/1951: Akademisk BK - 1951/1952: Akademisk BK - 1952/1953: Kjøbenhavns Boldklub - 1953/1954: Køge BK - 1954/1955: Aarhus GF - 1955/1956: Aarhus GF - 1956/1957: Aarhus GF - 1958: Vejle BK - 1959: Boldklubben 1909 - 1960: Aarhus GF - 1961: Esbjerg fB - 1962: Esbjerg fB - 1963: Esbjerg fB - 1964: Boldklubben 1909 - 1965: Esbjerg fB - 1966: Hvidovre IF - 1967: Akademisk BK - 1968: Kjøbenhavns Boldklub - 1969: Boldklubben 1903 |  | - 1970: Boldklubben 1903 - 1971: Vejle BK - 1972: Vejle BK - 1973: Hvidovre IF - 1974: Kjøbenhavns Boldklub - 1975: Køge BK - 1976: Boldklubben 1903 - 1977: Odense Boldklub - 1978: Vejle BK - 1979: Esbjerg fB - 1980: Kjøbenhavns Boldklub - 1981: Hvidovre IF - 1982: Odense Boldklub - 1983: Lyngby BK - 1984: Vejle BK - 1985: Brøndby IF - 1986: Aarhus GF - 1987: Brøndby IF - 1988: Brøndby IF - 1989: Odense Boldklub - 1990: Brøndby IF |

### Od 1991
Od 1991 1. division jest drugą klasą rozgrywkową w Danii. Jej najlepsze zespoły nie zostają mistrzami Danii, lecz awansują do najwyższej klasy rozgrywkowej tego kraju, Superligaen.
| - 1991: Næstved IF - 1991/1992: Boldklubben 1909 - 1992/1993: Ikast FS - 1993/1994: Næstved BK - 1994/1995: Herfølge BK - 1995/1996: Hvidovre IF - 1996/1997: Ikast FS - 1997/1998: Viborg FF - 1998/1999: Odense Boldklub - 1999/2000: FC Midtjylland - 2000/2001: Esbjerg fB - 2001/2002: Køge BK - 2002/2003: Herfølge BK - 2003/2004: Silkeborg IF - 2004/2005: SønderjyskE Fodbold - 2005/2006: Vejle BK - 2006/2007: Lyngby BK - 2007/2008: Vejle BK |  | - 2008/2009: Herfølge BK - 2009/2010: AC Horsens - 2010/2011: Aarhus GF - 2011/2012: Esbjerg fB - 2012/2013: Viborg FF - 2013/2014: Silkeborg IF - 2014/2015: Viborg FF - 2015/2016: Lyngby BK - 2016/2017: Hobro IK - 2017/2018: Vejle BK - 2018/2019: Silkeborg IF - 2019/2020: Vejle BK - 2020/2021: Viborg FF - 2021/2022: AC Horsens - 2022/2023: Vejle BK - 2023/2024: SønderjyskE Fodbold - 2024/2025: Odense Boldklub |